# Déli csukabálna
A déli csukabálna (Balaenoptera bonaerensis) az emlősök (Mammalia) osztályának párosujjú patások (Artiodactyla) rendjébe, ezen belül a barázdásbálna-félék (Balaenopteridae) családjába tartozó faj.
Az 1990-es évekig a tudomány úgy tudta, hogy csak egy csukabálnafaj létezik. A világ összes csukabálnáját a Balaenoptera acutorostrata tudományos néven ismerték. Aztán az 1990-es években elvégzett filogenetikus vizsgálat alapján kiderült, hogy valóban két csukabálnafaj létezik: az eddig is ismert csukabálna (Balaenoptera acutorostrata) és az újonnan elkülönített déli csukabálna (Balaenoptera bonaerensis). A két faj elterjedési területe csak néhol, a déli félteken fedi egymást. 2000-től a Nemzetközi Bálnavadászati Bizottság (International Whaling Commission, IWC) is külön fajként kezeli a déli csukabálnát.

## Előfordulása
A déli csukabálna az Atlanti-, az Indiai- és a Csendes-óceánok déli részén élő barázdásbálnafaj.
E faj egyedszámát még senki sem mérte fel, de a feltételezések szerint több százezer állat is lehet. Habár keveset tanulmányozták e déli fajt, a tudósok észrevették, hogy még ismeretlen okokból a déli csukabálna állomány az 1978-1991 és 1991-2004 időszakokban 60 százalékkal csökkent. Emiatt egyes állományokat az IUCN Sebezhető fajnak, míg más állományokat Veszélyeztetett fajnak tart.

## Megjelenése
Ez az állat valamivel nagyobb, mint a csukabálna. Testhossza 7,2-10,7 méter, testtömege 5,8-10 tonna. A nőstények általában egy méterrel hosszabbak, mint a hímek. Az újszülött borjak 2,4-2,8 méter hosszúak. A déli csukabálna háta sötét szürke, hasa fehér. Úszói sötétek, de szélük fehér. A csukabálna és a déli csukabálna alakban és színezetben is különbözik egymástól.

## Életmódja
A déli csukabálna nyáron az Antarktisz környékén tartózkodik, ahol bőséges táplálékban részesül. A téli tartózkodási helyéről még nem tudunk sokat. Már megfigyeltek ilyen állatokat Peru vizeiben is. A bálna főleg krillel táplálkozik; az általa kedvelt fajok a következők: Euphausia superba, Euphausia crystallorophias, Euphausia frigida és Thysanoessa macrura. A déli csukabálna a vadonban, valószínűleg a kardszárnyú delfin (Orcinus orca) táplálékául szolgál. Habár az ember a nagyobb testű bálnafajokra vadászott, illetve időnként még vadászik, szigonya e kisebb fajt sem kerülte el.